# Posromanticismo

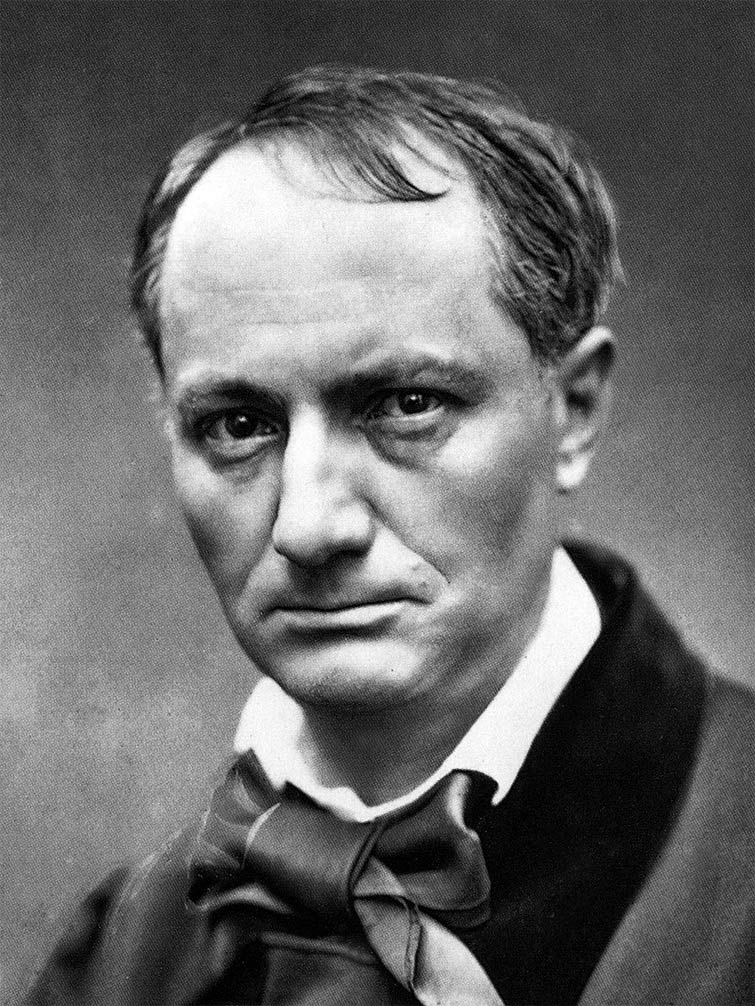
Charles Baudelaire, padre del posromanticismo en la poesía.

El posromanticismo (también postromanticismo) es un movimiento cultural, estético e intelectual que nace después y a partir del Romanticismo y el Realismo durante la segunda mitad del siglo XIX, como un intento de conciliar y al mismo tiempo superar al Romanticismo y Realismo. Engloba estéticas y autores muy diversos y alcanzó su máximo esplendor en Francia, donde produjo el parnasianismo y el simbolismo; posteriormente surgirían el decadentismo, el esteticismo, el espiritualismo, la Hermandad prerrafaelita y el modernismo hispanoamericano y español. El final de todas estas estéticas posrománticas se produce con la irrupción de las vanguardias en la primera década del siglo XX (Manifiesto futurista de Filippo Tommaso Marinetti).

## Características
Con el posromanticismo los escritores y artistas, incómodos y disconformes, pero sin rebelarse a fondo contra la forma de vida burguesa como hicieron los románticos, se refugian en su intimidad, en la soledad, en la marginalidad (exagerando los principios materialistas del realismo y extendiéndolos a capas sociales, entornos y temáticas que rehúye la burguesía mediante la estética del naturalismo), en el opuesto esteticismo, en la postura dandy o snob o evasivo-aventurera (Emilio Salgari, Jack London, Julio Verne, Joseph Conrad, Robert Louis Stevenson...), o bien desdoblan su identidad burguesa creándose máscaras de heterónimos (los monólogos dramáticos de Robert Browning) o recurriendo al tema del «doble» (El doctor Jekill y Mr. Hyde de Robert Louis Stevenson; El retrato de Dorian Gray de Oscar Wilde; la metaliteratura de Niebla, de Miguel de Unamuno). Estas posturas nacen de la falta de identidad burguesa, que les produce un característico inconformismo. En su deseo de evadirse de la angustia que les provoca la hipocresía de la sociedad burguesa (especialmente notoria en la sociedad victoriana) caen en ciertos vicios como el alcohol y las drogas. A veces incluso enloquecen o se suicidan. 
La narrativa y el teatro continuarán siendo realistas, bien intensificando el realismo y la denuncia social (el naturalismo del narrador Émile Zola, de los dramaturgos Henrik Ibsen, August Strindberg, George Bernard Shaw, tentados también por el simbolismo), bien huyendo de los factores más misteriosos e inquietantes de la realidad (los misterios que resuelve «lógicamente» el Sherlock Holmes de Arthur Conan Doyle), cultivándose una novela de ocultas tendencias simbolistas (Herman Melville), o una novela de aventuras victoriana, impecablemente construida y con detalles rigurosamente históricos, pero reflejando siempre alguna antítesis o paradoja esencial: Robert Louis Stevenson, Joseph Conrad, Arthur Conan Doyle. El teatro sigue asimismo similares tendencias hacia un cierto simbolismo. La poesía, por el contrario, seguirá siendo romántica, pero buscará lo íntimo, subjetivo y personal en su forma más desnuda, o bien enmascarándose y refugiándose a veces en formas como el monólogo dramático, en que el poeta encarna la voz de personajes ficticios literarios o históricos reales con los que se identifica y cuyas máscaras interpone como defensa de su subjetividad. Se pierde el interés por la rebeldía y el espectáculo y se centra la atención bien en la artística plasticidad y sensorialidad del verso, bien en lo emotivo que puede poseer el poema y se olvidan los elementos narrativos en favor de lo puramente lírico o formal. Es más personal e intimista y se rehúye la grandilocuencia y la retórica que no busca el tono general, la sensibilidad directa o la meditación; se buscan quintaesencias fraguando símbolos personales o una belleza trascendente y nuevas formas métricas además de nuevos ritmos y la pluralidad en las ideas poéticas. En su seno existe una angustia expresada por un conflicto insuperable entre el romanticismo y el realismo, que a veces para en la regresión o pulsión de muerte, por lo que con frecuencia suelen ser interpretados sus autores como románticos descolgados; en filosofía, son decantadamente pesimistas: Philipp Mainländer, Eduard von Hartmann.
Son narradores posrománticos Herman Melville, Thomas Carlyle, G. K. Chesterton; la Madame Bovary de Gustave Flaubert es una novela posromántica. Lord Alfred Tennyson, Oscar Wilde, Elizabeth Barrett-Browning y su marido Robert Browning, Algernon Charles Swinburne y Rainer Maria Rilke son también poetas posrománticos. En Italia puede citarse a Giovanni Pascoli y en Portugal a António Nobre.
En la música, se funde el posromanticismo en Serguéi Rajmáninov, Richard Strauss y Gustav Mahler. También Anton Bruckner pertenece a esta estética. 
En España son poetas posrománticos Gustavo Adolfo Bécquer, Rosalía de Castro, Augusto Ferrán, Luis Martínez Güertero, Ricardo Blanco Asenjo, Manuel de la Revilla, José Velázquez, José Selgas y José Campo-Arana, y dramaturgos como José Echegaray y Joaquín Dicenta, y melodramaturgos como Leopoldo Cano y Eugenio Sellés. A este posromanticismo se pueden añadir un grupo de bohemios y malditos formado por el ya citado Joaquín Dicenta, Manuel Paso, Pedro Marquina, Florencio Moreno Godino, Antonio Altadill, Pelayo del Castillo, Pedro Escamilla y Roberto Robert.